# Yu Lik-wai
Yu Lik-wai (Hong Kong, 12 de agosto de 1966) é um cineasta, diretor de fotografia e produtor cinematográfico chinês.